# Ветлужская улица (Новосибирск)
Ветлужская улица — улица в Советском районе Новосибирска (микрорайон ОбьГЭС). Начинается от Новоморской улицы, пересекает Софийскую улицу и заканчивается между гаражными строениями и детским садом № 374. Между Новоморской и Софийской улицами с левой нечётной стороны к ней примыкает Красноуфимская улица.

## Организации
- Советское районное общество охотников и рыболовов, общественная организация
- Центр Государственной инспекции по маломерным судам МЧС России по Новосибирской области
- «Право и Безопасность», Новосибирская областная общественная организация
- Центральная районная библиотека имени М. В. Ломоносова
- Детская библиотека имени А.Барто
- Федерация армейского рукопашного боя, Новосибирская областная общественная организация.

## Транспорт
На улице Ветлужской расположена одна остановка — «Кинотеатр Волна»; общественный транспорт представлен автобусами и маршрутным такси:
- Автобус 23 (Общественный торговый центр — ОРМЗ)
- Автобус 141 (пос. Краснообск — Цветной проезд)
- Маршрутное такси 43 (1223) (Общественный торговый центр — ОРМЗ).